# Austral Ecology
Austral Ecology ist ein Fachjournal für die Ökologie der Südlichen Hemisphäre. Es erscheint bei Wiley und wird herausgegeben von der Ecological Society of Australia, Chefredakteur ist Michael Bull (Professor an der Flinders University, Australien).
2012 hatte das Journal einen Impact Factor von 1,738 und wurde im ISI Journal Citation Report 2012 auf Platz 74 von 136 in der Kategorie „Ecology“ gerankt.